# Analisi per attivazione neutronica
L'analisi per attivazione neutronica, comunemente indicata con NAA (dall'inglese neutron activation analysis), è una tecnica analitica basata su processi nucleari, scoperta nel 1936 da George Charles de Hevesy e da H. Levi. I due studiosi si accorsero che esponendo i campioni a una sorgente di neutroni termici, e suscitando così una radioattività indotta, si ottenevano informazioni qualitative e quantitative sugli elementi presenti, tramite la misurazione della radioattività stessa. È una metodologia chimico-analitica ad alta sensibilità, e consente l'analisi di elementi in tracce provenienti da diverse matrici.

## La tecnica
La tecnica è basata sull'attivazione neutronica e richiede una sorgente di neutroni. Questa può essere:
- un reattore nucleare;
- un attinoide, come il californio, che emette neutroni per fissione spontanea;
- una sorgente di radiazione α, come il radio o l'americio, accoppiata con del berillio: questo genera neutroni grazie a una reazione (α,12C+n);
- una reazione di fusione deuterio-trizio in un tubo di gas.

Inoltre occorre un rivelatore di raggi gamma, generalmente si utilizzano rivelatori a semiconduttore a germanio (Hyperpure or intrinsic germanium HPGe).
L'attivazione neutronica è basata sulla "cattura neutronica": in pratica un neutrone proveniente dalla sorgente neutronica viene catturato da un nucleo dell'analita con conseguente formazione di isotopo. Il nuclide si trova in uno stato di eccitazione,  pertanto libera energia mediante emissione di una prima radiazione-γ caratteristica (prompt) e con formazione di un nucleo radioattivo, che decade nel tempo con ulteriori emissioni di raggi-γ. In questo caso la velocità di emissione è più lenta e dipende dal tempo di dimezzamento caratteristico dell'elemento stesso. Ne deriva che in base al tempo di misura vi sono due differenti metodologie NAA: 
1. Prompt Gamma-Ray Neutron Activation Analysis (PGNAA) con misurazioni effettuate durante la fase di irraggiamento.
2. Delayed Gamma-Ray Neutron Activation Analysis (DGNAA) con la misurazione del tempo di decadimento del nucleo.

L'analisi per attivazione neutronica è in grado di rilevare fino a 74 elementi a seconda della procedura sperimentale. 
Per quanto riguarda gli aspetti quantitativi di questa metodica analitica, occorre tenere conto matematicamente della probabilità della reazione, della probabilità di emissione di raggi gamma rivelati e della quantità di energia liberata.
I vantaggi dell'analisi per attivazione neutronica sono:
- la possibilità di misura simultanea di diversi elementi
- una elevata selettività consentendo la misura di parametri indipendenti come l'energia dei raggi y e la vita media del radionuclide
- una vasta applicabilità (in pratica non è applicabile se il tempo di dimezzamento è molto breve o molto lungo o nel caso dei puri emettitori beta a bassissima energia)
- alta sensibilità

Mentre gli svantaggi sono:
- necessità di una sorgente di neutroni (costi e rischi)
- impossibilità di discriminazione chimica (legami chimici e valenze)
- non è applicabile nel caso di puri emettitori beta (cioè quando il decadimento radioattivo non produce raggi gamma).

## Autoradiografia dei dipinti
Un uso molto particolare di questa tecnica è "l'autoradiografia dei dipinti" che ha lo scopo principale di determinare gli elementi chimici caratteristici dei diversi pigmenti. Con questa particolare tecnica è possibile svelare la presenza di un disegno (preparatorio oppure preesistente)  nel dipinto autoradiografato, così come è accaduto con il dipinto (olio su tela) di Antoon van Dyck "Santa Rosalia in gloria, intercede per la fine della peste a Palermo" del 1624, conservato nel Metropolitan Museum of Art di New York, sulla tela del quale è stato svelato un disegno preesistente al dipinto, riferito probabilmente a un autoritratto.